# Reina Hispanoamericana 2016
La 26° edición del Reina Hispanoamericana se realizó el 5 de noviembre de 2016 en Santa Cruz, Bolivia. 23 candidatas representantes de diferentes países y territorios autónomos participaron por el título. Al final del evento, Sofía del Prado, Reina Hispanoamericana 2015 de España, coronó a María Camila Soleibe de Colombia como su sucesora. El evento se transmitió en vivo por Unitel y vía Internet para toda Hispanoamérica y el resto del mundo.

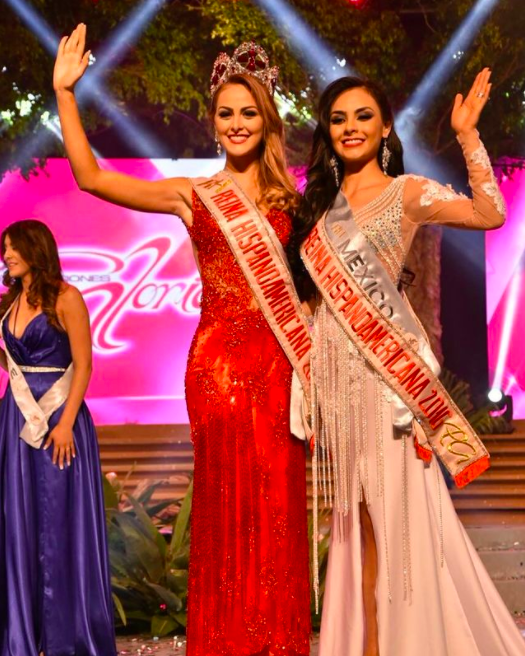
Camila Soleibe y Magdalena Chiprés, Reina y Virreina respectivamente.

## Resultado Final
| Posición                       | Candidata                                      |
| Reina Hispanoamericana 2016    | - Colombia - María Camila Soleibe              |
| Virreina Hispanoamericana 2016 | - México - Magdalena Chiprés Herrera           |
| Primera Finalista              | - Brasil - Mayra Alves Dias                    |
| Segunda Finalista              | - Venezuela - Antonella Paola Massaro Escalona |
| Tercera Finalista              | - Haití - Raquel Pélissier Neïland             |
| Cuarta Finalista               | - Paraguay - Lourdes Andrea Melgarejo González |
| Quinta Finalista               | - España - Sárah Loinaz Marjaní                |
| Sexta Finalista                | - Perú - Fiorella Ximena Peirano Medina Δ      |

- Δ Votada por el público vía internet.

Order Of Announcements
TOP 8
1. Perú
2. Venezuela
3. Colombia
4. México
5. Brasil
6. Haití
7. Paraguay
8. España

## Relevancia histórica deReina Hispanoamericana 2016
- Colombia gana su cuarta corona de Reina Hispanoamericana.
- México gana el título de Virreina por segunda vez.
- España, México, Venezuela y Paraguay repiten clasificaciones a finalistas.
- Venezuela clasifica a finalista por quinto año consecutivo.
- México clasifica a finalista por cuarto año consecutivo.
- España y Paraguay clasifican a finalista por segundo año consecutivo.
- Brasil, Colombia y Haití clasificaron por última vez en 2014.
- Perú clasificó por última vez en 2008.

## Gala de la Belleza Hispana
| Premio                   | País             | Candidata                          |
| Chica Amazonas           | - Uruguay        | - María Romina Trotto Morales      |
| Chica Ipanema            | - Panamá         | - Jhasmeiry Cristina Herrera Evans |
| Mejor Cabellera Sedal    | - Perú           | - Fiorella Ximena Peirano Medina   |
| Mejor Rostro Flormar     | - Uruguay        | - María Romina Trotto Morales      |
| Mejor Sonrisa Orest      | - Venezuela      | - Antonella Paola Massaro Escalona |
| Mejor Traje Típico       | - México         | - Magdalena Chiprés Herrera        |
| Miss Deporte Patra       | - Haití          | - Raquel Pélissier Neïland         |
| Miss Elegancia Rosamar   | - España         | - Sárah Loinaz Marjaní             |
| Miss Personalidad Udabol | - Brasil         | - Mayra Alves Dias                 |
| Miss Silueta             | - Panamá         | - Jhasmeiry Cristina Herrera Evans |
| Miss Simpatía            | - Estados Unidos | - Susanlee Forty                   |

Área de Competencia en Títulos previos;
- Chica Hipanema, las candidatas demostraron sus atributos de patrocinar un productos;
  - Chica Hipanema: Jhasmeiry Cristina Herrera Evans ( Panamá)
  - Top 3 - Finalista: Raquel Pélissier Neïland ( Haití)
  - Top 3 - Finalista: Fiorella Ximena Peirano Medina ( Perú)

______________________________________________________________________________
- Mejor Traje Típico, las candidatas demostraron el talento de los diseñadores de cada país;
  - Mejor Traje Típico: Magdalena Chiprés Herrera ( México)
  - Top 3 - Finalista: Sochi Michel Bolaños Chacón ( Guatemala)
  - Top 3 - Finalista: Jhasmeiry Cristina Herrera Evans ( Panamá)

______________________________________________________________________________
- Miss Deporte Patra, las candidatas demostraron sus dotes a deporte mediante diferentes tipos de pruebas;
  - Miss Deporte Patra: Raquel Pélissier Neïland ( Haití)
  - Primera Finalista: Susanlee Forty ( Estados Unidos)
  - Segunda Finalista: Mayra Alves Dias ( Brasil)
  - Tercera Finalista: Antonella Paola Massaro Escalona ( Venezuela)

______________________________________________________________________________
- Miss Elegancia, las candidatas lucieron diferentes prendas de vestir de diseñadores de Bolivia;
  - Miss Elegancia: Sárah Loinaz Marjaní ( España)
  - Top 5 - Finalista: Camila Macías Carusillo ( Argentina)
  - Top 5 - Finalista: María Camila Soleibe Alarcón ( Colombia)
  - Top 5 - Finalista: Raquel Pèlissier Neïland ( Haití)
  - Top 5 - Finalista: Andrea Melgarejo ( Paraguay)

______________________________________________________________________________
- Miss Silueta, las candidatas demostraron sus mejores cuerpos;
  - Miss Silueta Paceña: Jhasmeiry Cristina Herrera Evans ( Panamá)
  - Top 5 - Finalista: Mayra Alves Dias ( Brasil)
  - Top 5 - Finalista: María Camila Soleibe Alarcón ( Colombia)
  - Top 5 - Finalista: Sárah Loinaz Marjaní ( España)
  - Top 5 - Finalista: Raquel Pèlissier Neïland ( Haití)

## Candidatas
23 candidatas compitieron en el certamen:
(En la tabla se utiliza su nombre completo, los sobrenombres van entrecomillados y los apellidos utilizados como nombre artístico, entre paréntesis; fuera de ella se utilizan sus nombres «artísticos» o simplificados)
| País/Territorio      | Candidata                           | Edad | Estatura | Ciudad de Oigen   |
| Argentina            | Camila Macías Carusillo             | 19   | 1.78     | Córdoba           |
| Bolivia              | María Rene Rivero Suárez            | 19   | 1.75     | Santa Cruz        |
| Brasil               | Mayra Alves Dias                    | 23   | 1.76     | Manaus            |
| Chile                | Javiera Patricia Hernández Cornejo  | 22   | 1.74     | Santiago de Chile |
| Colombia             | María Camila Soleibe                | 19   | 1.76     | Barranquilla      |
| Curazao              | Sabrina Namias de Crasto            | 20   | 1.70     | Willemstad        |
| Ecuador              | Johanna Yoselin Noreña Onofre       | 22   | 1.73     | Buena Fé          |
| El Salvador          | Fátima Yolanda Mauricio Mangandi    | 24   | 1.75     | San Salvador      |
| España               | Sárah Loinaz Marjaní                | 18   | 1.78     | País Vasco        |
| Estados Unidos       | Susanlee Forty                      | 20   | 1.74     | Miami             |
| Europa Hispana       | Margarita Bernalte Hindersin        | 27   | 1.77     | Barcelona         |
| Guatemala            | Sochi Michel Bolaños Chacón         | 19   | 1.74     | Zacapa            |
| Haití                | Raquel Pélissier Neïland            | 25   | 1.80     | Puerto Príncipe   |
| Honduras             | Luisa Fernanda Amador Escobar       | 23   | 1.80     | Olancho           |
| México               | Magdalena Chiprés Herrera           | 20   | 1.71     | Zamora            |
| Nicaragua            | Jennifer Yamileth Cáceres Caballero | 23   | 1.70     | León              |
| Panamá               | Jhasmeiry Cristina Herrera Evans    | 22   | 1.76     | Colón             |
| Paraguay             | Lourdes Andrea Melgarejo González   | 22   | 1.80     | Villarrica        |
| Perú                 | Fiorella Ximena Peirano Medina      | 21   | 1.78     | Callao            |
| Puerto Rico          | Koralys Del Mar Ruiz Calixto        | 23   | 1.72     | Guaynabo          |
| República Dominicana | Marlenis Carolina Peralta Mészaros  | 22   | 1.75     | Constanza         |
| Uruguay              | María Romina Trotto Morales         | 18   | 1.83     | Montevideo        |
| Venezuela            | Antonella Paola Massaro Escalona    | 24   | 1.82     | Mérida            |

Suplencias:
- Antonella Moscatelli representaría a Bolivia en el concurso, pero desistió a participar ya se prepara para ir al Miss Universo 2016 y en su suplencia fue designada por Promociones Gloria a María Rene Rivero.
- Laura Spoya representaría a Perú en el concurso, pero ganó el Miss América Latina 2016 impidiendo su participación, en su suplencia fue designada Ivana Yturbe. Sin embargo esta última ganó el Reina Mundial del Banano 2016 impidiendo también su participación. Al final la representante peruana para este concurso será Fiorella Peirano.

## Crossovers Nacional
- Argentina - Camila Macías es Miss Mundo Argentina 2016
- Bolivia - María René Rivero es primera finalista del Miss Bolivia Mundo 2016
- Brasil - Mayra Alves fue semifinalista del Miss Mundo Brasil 2015 y ahora es Miss Brasil Universo 2018
- Chile - Javiera Hernández fue candidata del Miss Universo Chile 2015
- Colombia - María Camila Soleibe fue Señorita Atlántico 2015 y segunda princesa del Señorita Colombia 2015
- Curazao - Sabrina Namias de Crasto es finalista del Miss Curacao 2016
- España - Sarah Loinaz fue semifinalista en Miss Mundo España 2015
- Ecuador - Yoselín Noroña es tercera finalista del Miss Ecuador 2016
- El Salvador - Fátima Mangandi es Miss El Salvador International 2017
- Estados Unidos - Susanlee Forty es Miss Mundo Latina USA 2017
- Guatemala - Sochi Bolaños fue Miss Guatemala Latina 2015
- Haití - Raquel Pélissier es Miss Haití Universo 2016
- Honduras - Fernanda Amador fue Novia de Tegucigalpa 2014 y semifinalista del Miss Honduras Mundo 2016
- México - Magdalena Chiprés es semifinalista de Nuestra Belleza México 2016
- Nicaragua -  Jennifer Cáceres fue candidata del Miss Mundo Nicaragua 2015
- Panamá - Jasmeiry Evans fue Miss Panamá International 2015
- Paraguay - Andrea Melgarejo fue Miss Earth Paraguay 2015 y Miss Paraguay Universo 2016
- Perú - Fiorella Peirano fue Miss Perú International 2014
- Puerto Rico - Koralys Ruiz fue Miss Puerto Rico Belleza Latina 2013
- República Dominicana - Marlenis Peralta es segunda finalista del Miss República Dominicana 2016
- Uruguay - Romina Trotto es Miss Mundo Uruguay 2016
- Venezuela - Antonella Massaro es Miss Vargas 2016 y segunda finalista del Miss Venezuela 2016

## Crossovers Internacional
Algunas de las delegadas de Reina Hispanoamericana 2016 han participado, o participarán, en otros certámenes internacionales de importancia:
| Miss Universo - 2016: Haití - Raquel Pélissier Neïland (Primera Finalista) - (Representó a Haití en Manila, Filipinas) - 2016: Paraguay - Andrea Melgarejo (No Clasificó) - (Representó a Paraguay en Manila, Filipinas) - 2018: Brasil - Mayra Alves Dias (Top 20) - (Representó a Brasil en Bangkok, Tailandia) Miss Mundo - 2016: Argentina - Camila Macias (No Clasificó) - (Representó a Argentina en Maryland, Estados Unidos) - 2016: Uruguay - Romina Trotto (No Clasificó) - (Representó a Uruguay en Maryland, Estados Unidos) - 2016: Curazao - Sabrina de Crasto (No Clasificó) - (Representó a Curazao en Maryland, Estados Unidos) Miss Internacional - 2017: El Salvador - Fátima Mangandi (No Clasificó) - (Representó a El Salvador en Tokio, Japón) - 2015: Panamá - Jhasmeiry Herrera (No Clasificó) - (Representó a Panamá en Tokio, Japón) - 2014: Perú - Fiorella Peirano (No Clasificó) - (Representó a Perú en Tokio, Japón) | Miss Tierra - 2015: Paraguay - Andrea Melgarejo (No Clasificó) - (Representó a Paraguay en Viena, Austria) Miss Intercontinental - 2016: Bolivia - María Rene Rivero (No Clasificó) - (Representó a Bolivia en Colombo, Sri Lanka) Miss Turismo Mundo - 2015: Ecuador - Yoselin Noroña (Primera Finalista) - (Representó a Ecuador en Melaka, Malasia) |

## Regresos
- Europa Hispana

## Retiros
- Aruba
- Costa Rica
- Cuba